# Dean Winchester
Dean Winchester è un personaggio della serie televisiva Supernatural, interpretato da Jensen Ackles. È il coprotagonista della serie assieme al fratello Sam.

## Biografia
(Dean a Crowley nell'episodio Il basista)
Dean è nato il 24 gennaio 1979 da John e Mary Winchester a Lawrence, nel Kansas. Ha due fratelli minori, Sam, più giovane di lui di quattro anni, e Adam Milligan, conosciuto nella quarta stagione e figlio di John e un'altra donna. Il suo nome deriva da quello della nonna materna, Deanna Campbell.
Il 2 novembre 1983 la madre Mary è stata uccisa da un demone: nonostante ciò Dean, che al tempo aveva pochi anni, la ricorda ancora e in varie occasioni dimostra il suo amore per lei. Questo evento ha segnato profondamente le sorti della famiglia: il padre John ha deciso di mettersi in viaggio alla ricerca del demone per poter vendicare la moglie e Dean e Sam hanno trascorso l'infanzia muovendosi di città in città, addestrati da John a cacciare il soprannaturale.

### Prima stagione
Dean, all'età di ventisei anni, è un cacciatore di creature soprannaturali. Quando il padre John scompare per un periodo insolitamente lungo, Dean si reca all'Università di Stanford per chiedere aiuto al fratello minore Sam: dopo un'iniziale avventura vissuta assieme nel corso di un weekend, durante il quale Sam mostra il suo desiderio di poter avere una vita normale e continuare i suoi studi, Dean riporta a malincuore il fratello al suo appartamento dove vedranno Jessica, la ragazza di Sam, morire in circostanze identiche a quelle del decesso della loro madre ad opera del demone dagli occhi gialli. Sconvolto, Sam accetta di rimettersi in viaggio con Dean alla ricerca del padre, per avere da lui ulteriori informazioni sul demone e ottenere vendetta.
Nel sesto episodio Dean e Sam combattono un mutaforma responsabile di una serie di brutali omicidi a St. Louis, in Missouri. Il mutaforma assume l'aspetto di Dean, portando la polizia a credere che sia lui il responsabile degli omicidi, ma alla fine riesce ad uccidere la creatura mentre è ancora nelle sue sembianze: le autorità dichiarano così Dean ufficialmente morto e gli attribuiscono gli omicidi.
Durante il corso della stagione Dean rivela il vero motivo della richiesta fatta al fratello di aiutarlo a ritrovare loro padre, ovvero il suo desiderio di riuscire a far riappacificare padre e fratello, riunificando così la famiglia a cui lui tiene più di ogni altra cosa, e non soffrire più quella solitudine che il suo "lavoro" impone. Dean e Sam si ricongiungono col padre, così i tre affrontano il demone dagli occhi gialli e i suoi subalterni, ma alla fine sono costretti alla ritirata e scappano con la loro Impala; mentre Sam guida, un camion va a sbattere contro di loro causando un incidente.

### Seconda stagione
John sacrifica la propria vita e cede la propria anima al demone che ha ucciso la moglie per salvare Dean, in fin di vita dopo un incidente d'auto provocato da un altro guidatore posseduto. Il patto stipulato prevede inoltre la cessione al demone della "Colt", unica arma in grado di poterlo uccidere ed entrata in possesso dei Winchester poco prima. I due fratelli devono così affrontare il dolore per la morte del padre, e Dean viene sempre più divorato dal rimorso dato dalla consapevolezza che suo padre, il suo idolo e punto di riferimento, si è sacrificato per lui. In un periodo di debolezza psichica deve, inoltre, fare i conti con gli strani fenomeni soprannaturali che cominciano a manifestarsi in suo fratello, oltre a trovare un modo per riappropriarsi della Colt andata perduta e vendicare la morte dei suoi genitori. Tutto sembra condurlo al momento in cui dovrà scontrarsi col demone dagli occhi gialli. Verso fine stagione Sam rimane ucciso scontrandosi con altri personaggi che hanno poteri paranormali come lui. Dean, disperato per aver perso l'unica persona cara rimastagli, e frustrato per non essere riuscito ad arrivare in tempo per proteggerlo, evoca il demone dell'incrocio e stipula con lei un patto come quello di suo padre, vendendo la sua anima in cambio della vita di Sam e di un anno di vita. Nel patto è però anche indicato che ogni tentativo di scioglimento o aggiramento del patto avrebbe comportato l'istantanea morte di Sam e, per questo motivo, nonostante il dissenso di Bobby (cacciatore che i fratelli chiamavano affettuosamente da piccoli "Zio"), Dean decide di non rivelare nulla al fratello. Nuovamente assieme, i fratelli si dirigono verso lo scontro finale con il demone dagli occhi gialli, il cui scopo ora sembra essere quello di aprire le porte dell'inferno, e schierare un esercito di demoni al cui capo dovrebbe venire posto un umano dai poteri soprannaturali come Sam, guidando il mondo verso la fine. Alla fine Dean, usando la speciale "Colt" con la quale si possono uccidere le creature soprannaturali, riesce a uccidere Azazel.

### Terza stagione
Nella terza stagione Sam viene a conoscenza del patto stretto da Dean per salvarlo, e tenta in tutti i modi di scioglierlo, anche se Dean non vuole aiutarlo e non apprezza i suoi sforzi, tanto che Sam sembra arrendersi dal momento che "non può salvare una persona che non vuole essere salvata". In seguito i fratelli entrano in contatto con Ruby, una demone che più volte salva loro la vita utilizzando un coltello in grado di uccidere i suoi simili, e che sembra conoscere un modo per salvare l'anima di Dean. Il giorno in cui l'anima di Dean verrà trascinata all'inferno si avvicina sempre più, e anche se cerca di non lasciar trasparire le sue paure, confessa al fratello che non vuole morire, rincominciando così assieme la ricerca di un modo per salvarlo. Nonostante il suo desiderio di rimanere in vita, Dean non riesce a fidarsi di Ruby, e cerca in ogni modo di tenerla lontana dal fratello, verso cui dimostra troppo interesse. Braccati dall'FBI e da un demone molto potente di nome Lilith, detentrice del contratto stipulato da Dean, i fratelli giungono a poche ore dallo scoccare dell'anno senza una soluzione. Scoperta infine la posizione del demone, tentano invano di ucciderla, ma avendo lei preso possesso del corpo di Ruby i fratelli non si rendono conto di averla al proprio fianco fin dopo lo scoccare della mezzanotte, quando oramai i cerberi sono stati liberati e dilaniano il corpo di Dean, portandolo ad una morte rapida, e trascinando la sua anima nelle profondità degli inferi.

### Quarta stagione
La quarta stagione inizia con la resurrezione di Dean dalla tomba, che avviene quattro mesi dopo la sua morte. Le cicatrici sul suo corpo sono scomparse, ma sulla spalla destra fiammeggia l'impronta di una mano. Dean si riunisce con Bobby e poi con il fratello, entrambi all'inizio cercano di attaccarlo credendo che una qualche creatura abbia preso le sue sembianze, ma poi lo accolgono a braccia aperte, seppur sconvolti. Si scopre che a tirarlo fuori dall'inferno è stato l'angelo Castiel, per volontà divina. Dean scopre con rabbia che in sua assenza Sam ha continuato ad utilizzare i propri poteri sotto la guida di Ruby ed è in grado di esorcizzare i demoni con la mente. I ricordi della sua permanenza all'inferno lo colpiscono ogni tanto in maniera intermittente; quando Sam gli chiede se ricordi qualcosa, Dean nega. In seguito, Dean decide di confidarsi con Sam e gli rivela che il tempo all'inferno scorre diversamente e i quattro mesi in cui lui era morto corrispondono in realtà a 40 anni. Subiva torture inimmaginabili da parte di Alastair e ogni giorno gli veniva data la possibilità di non essere più torturato, ma cominciare a torturare a sua volta. Dopo aver resistito ogni giorno per 30 anni, Dean ha accettato, infrangendo inconsapevolmente il primo dei 66 sigilli da rompere per liberare Lucifero e scatenare l'apocalisse sulla terra. Dean è sottomesso allo sconforto e al senso di debolezza per ciò che ha fatto, peggiorato quando scopre che suo padre (doveva essere lui ad infrangere il primo sigillo) ha resistito per ben 100 anni alle torture, e questo convinse i demoni a deviare su Dean. Infine Dean scopre che rimane un solo sigillo da spezzare e questi è proprio Lilith, che sta per essere uccisa da Sam. Bloccato dagli angeli (che vogliono far scatenare l'apocalisse), viene aiutato da Castiel, che muore fatto a pezzi da un arcangelo per dargli il tempo di fermare tutto (episodio 4x22 Lucifero risorge). Dean, a causa di Ruby, non raggiunge in tempo il fratello che, accecato dal sangue demoniaco, uccide Lilith e rompe l'ultimo sigillo.

### Quinta stagione
Nella quinta stagione Dean diventa, inizialmente, molto duro con il fratello: avendo perso la fiducia in lui, non lo reputa degno di fiducia e continua a sorvegliarlo da vicino. In seguito alla decisione di Sam di abbandonare il gioco, Dean non oppone resistenza alla decisione del fratello, anzi si trova d'accordo. Contemporaneamente Dean viene a sapere di essere il tramite prescelto dell'Arcangelo Michele, il più forte di tutti gli angeli, ma che ha bisogno dell'approvazione del tramite per possederlo, e Dean si rifiuta. In seguito ad una visione impostagli da Zaccaria (il capo di Castiel) in cui vede il futuro dove suo fratello ha detto sì a Lucifero (Sam è il tramite di Lucifero), ma lui non ha accettato Michele, decide di riunirsi al fratello. I due continuano a combattere i demoni e gli angeli contemporaneamente, aiutati da Castiel che, riportato in vita da Dio, è un reietto del paradiso. L'angelo è convinto di poter convincere Dio (che si trova sulla terra) a fermare l'apocalisse, e così si mette sulle sue tracce. I fratelli devono vedersela anche con i Cavalieri dell'apocalisse (riescono a sottrarre gli anelli prima a Guerra, poi a Carestia) e con gli altri angeli, tra i quali spiccano gli arcangeli Gabriele, noto come il Trickster, e Raffaele, colui che fece a pezzi Castiel nella quarta serie. In seguito i fratelli Winchester sono uccisi da altri 2 cacciatori per vendicarsi, e finiscono in Paradiso (che è diverso per ogni persona: consiste nel vivere all'infinito ogni ricordo o situazione che ci rende felici, ad esempio Dean rivive momenti con la madre). Qui riescono a contattare Joshua, l'unico angelo ancora in contatto con Dio: questi gli dice che Egli è a conoscenza dei loro sforzi, ma vuole che lascino perdere, anche perché a lui non importa niente dell'apocalisse. Tornati in vita, Dean è molto sconfortato e deluso, come Castiel, anch'egli deluso dal comportamento di Dio. Sempre più deciso a dire sì a Michele, anche per assicurarsi che Lisa e Ben stiano bene, Dean viene rinchiuso nella panic room di Bobby da Sam e Castiel. Zaccaria intanto tenta il tutto per tutto: resuscita Adam, il fratellastro dei Winchester, e fa passare la notizia che lui sarebbe divenuto il tramite di Michele. Dean, per salvarlo, va all'incontro con Zaccaria, deciso a dire sì, ma a sorpresa uccide Zaccaria e fugge con Sam, ma Adam è catturato da Michele. Dopo un incontro ravvicinato con Lucifero, i due vengono salvati da Gabriele, che perisce per dare il tempo ai due di salvarsi. L'arcangelo lascia ai fratelli un video in cui spiega che, se possiedono tutti gli anelli dei cavalieri, possono riaprire la gabbia di Lucifero e ributtarcelo dentro. Dando la caccia agli ultimi due, riescono a prendere l'anello di Pestilenza (fermando tra l'altro un carico di virus Croatoan con il quale il cavaliere voleva infettare il mondo), e quello di Morte: quest'ultimo consegna spontaneamente l'anello a Dean, spiegandogli anche come funziona. Avendo tutti gli anelli, rimane solo il problema di come intrappolare Lucifero: Sam decide di dire sì a Lucifero e poi buttarsi nella gabbia. Per fare ciò, Sam beve molti litri di sangue demoniaco, ma non basta: Lucifero prende il sopravvento e lascia uno scioccato Dean per raggiungere il luogo dello scontro con Michele. Dean non si arrende, e raggiunge i due duellanti: allontanato momentaneamente Michele da Catiel, il quale viene ucciso subito dopo insieme a Bobby da Lucifero, Dean viene pestato a sangue da Sam/Lucifero, ma guardando l'Impala, Sam riprende il sopravvento abbastanza in tempo per gettarsi nella gabbia con Michele, che tentava di fermarlo. Rimasto solo, Dean decide di mantener il desiderio espressogli da Sam: farsi una vita normale con Lisa, sua ex-fidanzata, e il figlio di lei, Ben.

### Sesta stagione
Dean, abbandonata la vita del cacciatore, vive dei momenti felici con Lisa e Ben, sebbene continui ad ispezionare edifici abbandonati e ad usare sigilli nascosti per assicurarsi che non giunga alcun mostro o demone in città. Ad un tratto Sam ricompare uscito dal sigillo in qualche modo. Dean è contento di rivederlo, e Sam gli propone di tornare a fare il cacciatore con lui, ma il ragazzo rifiuta per rimanere con Lisa. Decide di aiutare Sam per l'ultima volta, i due hanno a che fare con dei mutaforma, finita la missione Dean capisce di voler tornare a fare il cacciatore, e Lisa gli dà il consenso promettendo di aspettarlo. I due dopo un po' di tempo scoprono che a liberare Sam dal sigillo è stato Crowley, divenuto re dell'Inferno dopo la scomparsa di Lucifero. Il suo piano è quello di aprire le porte del Purgatorio e assorbire le anime che vi dimorino accrescendo il suo potere. Dean trova strano il comportamento del fratello, divenuto freddo e del tutto privo di morale, Castiel scopre che infatti non ha più l'anima, essa è rimasta nel sigillo, l'anima del ragazzo è stata torturata dagli Arcangeli. Dean chiede a uno dei cavalieri dell'Apocalisse, Morte, di restituirgliela, esso lo fa e costruisce un muro che lo tenga lontano dai ricordi che ha passato nel sigillo. Subentra un nuovo nemico, Eve, la madre di tutte le cose, ella vuole fermare Crowley. Intanto le cose fra Dean e Lisa vanno male, la ragazza stanca del loro rapporto a distanza comincia a frequentare un altro uomo, e i due si lasciano. Facendo delle ricerche su Eve, Dean e gli altri scoprono che il suo punto debole sono le ceneri della Fenice, e che ne fu avvistata una nei tempi del vecchio West; Castiel con i suoi poteri li manda in quel periodo e Dean con la Colt uccide la creatura entrando in possesso delle sue ceneri. Il ragazzo, insieme a Sam, Castiel e Bobby, rintraccia Eve e scopre che il suo piano consiste nel trasformare il genere umano in mostri ibridi per sconfiggere Crowley, la madre di tutte le cose morde Dean, e a quel punto scopre che il ragazzo aveva ingerito la ceneri della fenice, così Eve, che ormai ha risucchiato le ceneri, muore. Dean, come Sam e Bobby, inizia a sospettare che Castiel gli nasconda qualcosa, e con un inganno lo rinchiude in un cerchio di fuoco e lo obbliga a confessare tutto quello che sa su Crowley e le porte del Purgatorio; Raffaele aveva intenzione di ricreare l'Apocalisse, e Castiel per fermarlo decise di allearsi con il re degli Inferi aprendo le porte del Purgatorio così da diventare più potente dell'Arcangelo, e confessa che è stato lui a liberare Sam dalla gabbia. Dean rimane esterrefatto dal tradimento dell'amico, che ormai considerava come un fratello, e promette di fermarlo. Per tenere Dean e suo fratello in scacco Crowley rapisce Ben e Lisa, dopo aver ucciso il fidanzato di quest'ultima, Dean la va a salvare, ma Lisa viene ferita gravemente; Castiel per farsi perdonare le salva la vita, e Dean gli chiede di togliere a lei e Ben tutti i ricordi che hanno su di lui così che possano ricominciare una nuova vita, e l'angelo esaudisce la sua richiesta, infatti quando i due lo vedono non lo riconoscono. Castiel trova il modo di aprire le porte del Purgatorio, Crowley e Raffaele, ormai alleati per paura del comportamento pericoloso di Castiel, cercano di fermarlo, ma non ci riescono e Castiel apre le porte assorbendo tutte le anime che si trovavano all'interno ottenendo un potere gigantesco, e per prima cosa uccide Raffaele. Dean comprende che tutto quel potere gli sta dando alla testa, e cerca di far ragionare l'amico, ma il tentativo si rivela vano, a quel punto Dean insieme a Sam e Bobby osserva Castiel mentre si proclama come nuovo Dio.

### Settima stagione
Dopo la proclamazione di Castiel e la sua intenzione di voler uccidere angeli ed esseri umani che gli hanno voltato le spalle, Dean è amareggiato per il tradimento dell'amico, così lui, Sam e Bobby decidono di fermarlo chiedendo aiuto all'unico essere che può uccidere lo stesso Dio: il Cavaliere dell'Apocalisse della morte. Intanto Sam comincia ad avere dei problemi con il muro che Morte aveva messo in piedi per separarlo dai suoi ricordi passati nel sigillo. Castiel inizia a sentirsi male, e Morte lo deride dicendogli che tra le anime che ha assorbito vi sono pure quelle dei leviatani, le creature più potenti e antiche del Purgatorio, e che non riesce a contenerle. Morte aiuta Dean a riaprire le porte del Purgatorio, Castiel si scusa con l'amico per gli errori che ha commesso e promette di redimersi, dopo ciò rispedisce le anime in Purgatorio, ma i leviatani scampano a questa sorte e dopo aver preso possesso del corpo di Castiel lo abbandonano; Castiel scompare e tutti lo credono morto e Dean soffre più di quanto non voglia ammettere per la perdita dell'amico. Dean, Sam e Bobby decidono di combattere i leviatani, ora che sono liberi, intanto durante una delle loro missioni Dean, all'insaputa del fratello, uccide un kitsune di nome Amy, vecchia amica di Sam, in quanto la riteneva troppo pericolosa. Sam capisce che Dean gli nasconde qualcosa, nel mentre i leviatani prendono le sembianze dei fratelli compiendo delle stragi e facendoli passare per dei criminali, poi uno di loro racconta a Sam la verità sulla morte di Amy, Sam si arrabbia con il fratello e si separa da lui. Per un po' di tempo i due fratelli lavorano separatamente ma poi si ritrovano, Dean si scusa con Sam dicendogli che gli dispiace per quello che ha fatto ad Amy ma che da quando Castiel lo ha tradito non riesce più a fidarsi di nessuno, Sam decide di perdonarlo perché comprende che Dean ha fatto la scelta giusta da un punto di vista obiettivo. Dean, Sam e Bobby scoprono che il capo dei leviatani ha preso il controllo di un potente magnate degli affari, Dick Roman, e che la sua impresa sta preparando un additivo chimico da aggiungere agli alimenti che trasformano le persone in automi, i tre cacciatori entrano in uno dei centri di ricerca di Dick, ma il leviatano spara a Bobby uccidendolo. I due fratelli si vedono costretti a lavorare da soli, dopo un po' Sam diventa vittima delle allucinazioni provocate dai ricordi di Lucifero nel sigillo e perde il controllo, Dean sente parlare di un guaritore di nome Emanuel e decide di rivolgersi a lui, per poi scoprire che si tratta di Castiel, l'angelo ha perso ogni ricordo, ma finisce col ricordarsi tutto e aiuta Sam trasferendo tutti i suoi ricordi nel sigillo nella propria mente. Dean inizia a sospettare che lo spirito di Bobby sia con loro e infatti è così, visto che si è legato alla sua fiaschetta, lo spirito rivela loro che il piano di Dick è quello di comprare più ditte alimentari possibili e diffondere il suo additivo chimico su scala nazionale e trasformare le persone in automi e conquistare il mondo, inoltre si rendono conto che il leviatano sta finanziano degli scavi archeologici, mossi al fine di trovare una strana tavola di pietra. I fratelli si appropriano della tavola e scoprono che essa è il "Proverbio di Dio", che spiega loro come uccidere un leviatano. Solo un profeta può leggerla, ovvero Kevin Tran, il ragazzo li aiuta e dice loro che per uccidere Dick serve l'osso di una persona virtuosa bagnato con il sangue di tre caduti tra cui Castiel, mentre Bobby fa capire che gli altri due sono Crowley e il capostipite dei vampiri. Bobby inizia a diventare uno spirito rabbioso e violento, pertanto Sam e Dean lo esorcizzano bruciando la sua fiaschetta, dicendo addio al loro caro amico. Ottenuta l'arma Dean con l'aiuto di Castiel, diventato infantile e scostante dopo aver preso in sé i ricordi di Sam, affronta Dick Roman uccidendolo, ma il cacciatore e l'angelo vengono risucchiati nel Purgatorio visto che era il prezzo da pagare per usare l'arma divina.

### Ottava stagione
Dean e Castiel, nel Purgatorio, incontrano un vampiro di nome Benny Lafitte, con cui Dean stringe un profondo rapporto di amicizia. Benny conosce un passaggio per uscire dal Purgatorio, questo varco si è manifestato grazie alla presenza di Dean, il Purgatorio infatti è stato creato solo per gli esseri soprannaturali, ed essendo Dean un umano, il piano dimensionale vuole espellerlo, solo Dean può oltrepassare il varco, mentre Benny e Castiel passeranno attraverso lui, ma solo Benny riesce a passare grazie all'aiuto di Dean, mentre Castiel, nonostante Dean avesse cercato di aiutarlo, rimane nel Purgatorio. Dean e Benny ritornano nel mondo dei vivi, Dean quindi va da Sam, e scopre che lui ha abbandonato la sua attività di cacciatore, per vivere una vita normale con la sua nuova fidanzata Amelia, inoltre Dean, con sua grande delusione, apprende che Sam non ha cercato in nessun modo di riportarlo indietro dal Purgatorio. Sam riprende a fare il cacciatore con Dean, inizia così una lotta con Crowley per prendere possesso delle tavole del Verbo di Dio, infatti quella per sigillare i leviatani nel Purgatorio non era l'unica, ne esiste pure una per sigillare i demoni nell'Inferno. Dean e Benny continuano a vedersi, lavorando insieme in alcune occasioni, e Sam non approva il fatto che Dean sia amico di un vampiro, intanto Castiel ritorna dal Purgatorio, inspiegabilmente. All'insaputa dei Winchester, è stato l'angelo Naomi a riportarlo indietro così da plagiare la mente di Castiel e spingerlo a tenere d'occhio i Winchester, ma Dean e Sam sono all'oscuro della cosa, e continuano a lavorare insieme a Castiel. Dean, per non compromettere il suo rapporto con Sam, decide di chiudere con Benny, mentre suo fratello minore decide di porre fine alla sua storia con Amelia. I Winchester fanno la conoscenza di Henry Winchester, il loro nonno paterno, il quale viene dal passato grazie a un incantesimo, i due fratelli scoprono che Henry apparteneva a un ordine segreto che ormai non esiste più, gli uomini di lettere, coloro che contenevano il più grande archivio del soprannaturale mai esistito. Purtroppo anche il demone Abaddon, un Cavaliere dell'Inferno proveniente dal futuro, cerca di ucciderlo, prendendo Sam in ostaggio, quindi Henry viene ucciso da Abaddon per salvare Sam, ma prima di morire neutralizza Abaddon con un sigillo. Henry lascia in eredità ai suoi nipoti il bunker degli uomini di lettere, che ora i fratelli Winchester usano come casa. Il profeta Kevin inizia a tradurre il Verbo di Dio sulla tavola dei demoni, e scopre che per sigillarli negli Inferi è necessario che una persona adempia a tre prove, Sam quindi decide di sostenerle lui, portando a termine la prima, bagnarsi con il sangue di un cane infernale. Per tradurre il resto della tavola Dean, Sam e Castiel si recano nella tomba di Lucifero, dove c'è una pergamena che dovrebbe tradurre il verbo, ma in realtà Castiel, ancora sotto il controllo di Naomi, inganna i due cacciatori, perché nella tomba in realtà c'è la tavola degli angeli. Poi Naomi ordina a Castiel di uccidere Dean, ma quest'ultimo fa appello alla loro amicizia, e aiuta Castiel a combattere il controllo di Naomi, infine Castiel entra in possesso della tavola degli angeli. Kevin traduce la seconda prova, portare un'anima dell'Inferno in Paradiso, quindi Sam riesce a portare l'anima di Bobby in Paradiso, anche grazie all'aiuto di Benny, che si è fatto uccidere da Dean per andare in Purgatorio e soccorrere Sam. Kevin è stato rapito da Crowley, intanto Dean e Sam conoscono Metatron, l'angelo che scrisse il verbo di Dio, che scappò dal Paradiso per evitare che lo sfruttassero, lui libera Kevin e dice ai Winchester che la terza prova consiste nel "guarire un demone". Dean e Sam, attraverso l'archivio degli uomini di lettere, scoprono che guarire un demone significa riaccendere la sua umanità facendo bere ogni ora al demone il sangue di una persona che ha confessato tutti i suoi peccati, Dean e Sam provano a riaccendere l'umanità di Abaddon, ma lei riesce a scappare. Poi i due cacciatori catturano Crowley, e Sam inizia a fargli bere il suo sangue, dopo aver confessato i suoi peccati. Dean intanto aiuta Castiel ad adempiere alle prove per sigillare il Paradiso, aiutandolo a prendere l'arco in un cherubino, ma poi Naomi dice ai due che Metatron li ha ingannati, perché le prove a cui Castiel si è sottoposto servivano solo per un incantesimo mosso al fine di cacciare via gli angeli dal Paradiso, inoltre Naomi informa Dean che Sam morirà se porterà a termine l'ultima prova. Dean impedisce a Sam di completare la terza prova, anche se le sue condizioni di salute sono pessime, mentre Metatron, dopo aver ucciso Naomi, caccia via tutti gli angeli dal Paradiso, poi Dean alza lo sguardo al cielo, e vede tante luci cadere, e ognuna di esse corrisponde a un angelo caduto.

### Nona stagione
Sam è in pessime condizioni, infatti si appresta a morire, quindi Dean invia una preghiera agli angeli caduti, affinché aiutino suo fratello. Uno di loro, Ezechiele, accoglie la sua richiesta e decide di prendere possesso del corpo di Sam per guarirlo dall'interno, quindi Dean, con l'inganno convince un ignaro Sam, che aveva invece accettato l'idea della morte, a dare a Ezechiele il permesso di entrare nel suo corpo. Dean si vede costretto a non dire al fratello che un angelo ha preso possesso di lui, dato che ci vorrà molto tempo per guarirlo, intanto i Winchester devono trovare un sistema per rovesciare l'incantesimo di Metatron, e impedire agli angeli caduti di creare problemi sulla Terra. Ezechiele, su ordine di Metatron, uccide il profeta Kevin, poi Dean lo cattura anche grazie all'aiuto di Crowley e Castiel, poi Dean e gli altri scoprono che il vero nome di Ezechiele è Gadreel, Castiel rivela a Dean che lui è l'angelo che permise al Serpente di contaminare il Giardino dell'Eden, per questo finì nelle prigioni angeliche ma quando gli angeli sono caduti, lui compreso, Gadreel riuscì a liberarsi. Crowley libera Sam dalla possessione di Gadreel, però Sam non riesce a perdonare suo fratello per il suo egoismo, visto che per tutto questo tempo non era al corrente del fatto che Gadreel era dentro di lui, pure Dean fa fatica a perdonare se stesso dato che si sente in parte responsabile per la morte di Kevin, quindi i due si separano. Intanto Crowley convince Dean ad aiutarlo a uccidere Abaddon, quindi i due vanno da Caino, il demone che possiede l'unica arma con la quale ucciderla, la Prima Lama. Caino dà a Dean il suo marchio, infatti è quello la fonte del potere della Prima Lama. Nonostante Sam sia ancora arrabbiato con lui, decide di tornare a cacciare con Dean, poi Crowley aiuta Dean a trovare la Prima Lama, che è in possesso di un collezionista, Dean usa la lama per ucciderlo. Gradualmente il Marchio di Caino inizia a condizionare la mente di Dean, il quale diventa sempre più rabbioso e violento, comunque Dean alla fine uccide Abaddon. Metatron convince tutti gli angeli a sottostare alle sue regole, permettendo loro di tornare in Paradiso, però Gadreel, capendo di aver sbagliato a seguire gli ordini di una persona crudele come Metatron, decide di aiutare Dean, Sam e Castiel, però Dean, a causa dell'influenza malvagia che il Marchio di Caino esercita su di lui, lo aggredisce, dando ormai prova di aver perso il controllo. Con l'aiuto di Crowley il cacciatore si mette sulle tracce di Metatron, poi anche Sam decide di aiutarlo pur non condividendo il suo modo di fare. Dean trova Metatron e lo affronta, però quest'ultimo ha la meglio su di lui, e lo uccide. Castiel sconfigge Metatron anche grazie all'aiuto degli angeli, nel mentre Dean ritorna in vita, infatti il Marchio di Caino non gli ha permesso di morire, facendolo risorgere come un demone, un cavaliere dell'Inferno.

### Decima stagione
Dean ormai è diventato un Cavaliere dell'Inferno e scappa via insieme a Crowley, i due passano tutto il loro tempo a divertirsi, Dean è molto cambiato infatti ora che è un demone è diventato violento, crudele e spietato. Un uomo di nome Cole Trenton gli dà la caccia, infatti vuole eliminarlo perché Dean uccise suo padre, quindi lo affronta venendo sconfitto, ma Sam approfitta della situazione per catturare Dean, portandolo al bunker, e riaccende la sua umanità come fecero con quella di Crowley, anche grazie al provvidenziale intervento di Castiel. Dean ritorna umano anche se il Marchio di Caino rischia ancora di ritrasformarlo in un demone, inoltre diventa sempre più arduo per lui controllare l'energia malignia del marchio. Dean affronta nuovamente Cole ma alla fine lo convince a desistere dalla sua vendetta confessandogli che aveva ucciso suo padre perché voleva uccidere Cole dato che era posseduto da una creatura soprannaturale. Dean con la Prima Lama uccide Caino che ormai si era trasformato un demone assassino, intanto la loro amica Charlie chiede aiuto ai Dean e a suo fratello, perché la famiglia Styne, una malvagia e potente dinastia, vuole il libro dei dannati che ora è in possesso di Charlie, nelle sue pagine sono trascritte delle potenti maledizioni, tra cui quella del Marchio di Caino; Sam inizia a maturare l'idea che nel libro ci siano le istruzioni per distruggere il marchio, ma Dean non vuole che esso venga distrutto sicuro del fatto che ci sarebbero delle terribili conseguenze. Sam, con l'inganno, fa credere a Dean di aver bruciato il libro, ma segretamente lo tiene custodito incaricando Charlie e la strega Rowena (la madre di Crowley) di tradurlo. Un membro della famiglia Styne, Eldon, uccide Charlie inoltre rivela a Dean che il libro dei dannati a cui sono interessati non è andato bruciato come credeva. Dean si arrabbia con Sam dato che Charlie è morta per colpa sua, inoltre, sopraffatto dall'influenza maligna del marchio, uccide tutti gli Styne, compreso Eldon. Castiel cerca di far prendere coscienza a Dean che non è più in sé, ma l'unico risultato e che Dean picchia brutalmente l'amico, per poi andarsene. Dean, avendo ormai preso atto della sua pericolosità, non riuscendo più a controllare la malvagità del Marchio di Caino, evoca il cavaliere della morte, chiedendogli aiuto. Morte spiega a Dean che il marchio è la prima maledizione, infatti in principio, prima della creazione, esisteva una forza malignia e distruttiva chiamata l'Oscurità, ma Dio con l'aiuto degli arcangeli la sconfisse e la sigillò nel marchio che poi diede al suo guerriero più valoroso, Lucifero, ma il marchio lo rese malvagio e invidioso dell'umanità, poi lui lo passo a Caino che a sua volta lo ha dato a Dean. Morte fa capire a Dean che se il marchio venisse distrutto l'Oscurità sarebbe libera, quindi gli propone di portarlo via in un luogo sconosciuto dove non farà più del male a nessuno, ma a patto che uccida Sam visto che lui pur di salvarlo dal marchio non si curerebbe delle conseguenze. Dean viene raggiunto da suo fratello minore e decide di ucciderlo con la falce della morte capace di uccidere qualunque cosa, ma poi Dean la usa per uccidere Morte. Intanto Rowena grazie a Charlie (la quale prima di morire aveva decifrato i codici con cui tradurre il libro dei dannati) riesce a fare l'incantesimo con cui distruggere il marchio, anche grazie al contributo di Castiel e Crowley. Dean ritorna normale, ma ora che il Marchio di Caino è andato distrutto l'Oscurità è libera.

### Undicesima stagione
L'Oscurità si reincarna in una bambina appena nata di nome Amara la quale cresce velocemente diventando un'adulta; Amare vuole distruggere la creazione ma contemporaneamente è interessata a Dean, il quale è in qualche modo attratto da lei, infatti Amara gli spiega che tra loro due c'è un legame perché Dean è stato il custode del Marchio di Caino e lei ne rappresenta l'essenza stessa. Castiel rivela a Dean e Sam che l'Oscurità è la sorella di Dio, tra l'altro Dean e Castiel cercano di salvare Sam da Lucifero dopo che lo aveva attirato nella gabbia dove era stato sigillato. All'insaputa dei Winchester, Lucifero riesce a liberarsi prendendo possesso di Castiel, e quando Dean lo scopre decide di salvare il suo amico. Amara dice a Dean che lo farà diventare parte di lei così lui sarà l'unico a salvarsi dalla fine, poi fa la sua comparsa Dio, che si rivela essere il profeta Chuck che decide di aiutare i Winchester a sconfiggere Sua sorella nonostante le voglia ancora bene. Chuck e Dean fanno una profonda conversazione sull'importanza delle scelte del libero arbitrio. Lucifero di unisce alla lotta ma nemmeno tutte le loro forze combinate riescono a fermare Amara, tra l'altro riesce a liberare Castiel dalla possessione di Lucifero. Dean decide di sacrificarsi quindi con l'aiuto della strega Rowena riesce ad assorbire nel suo corpo una moltitudine di anime e quando si avvicinerà ad Amara la luce delle anime la eliminerà, ma anche lui morirà. Però alla fine Dean convince Amara ad abbandonare i suoi propositi facendole capire che lei vuole ancora bene a suo fratello e che il suo desiderio di congiungersi con Dean celava il suo bisogno di ricostruire un legame con Dio. Chuck e Amara grazie a Dean si riappacificano e i due abbandonano la Terra affidandone la sicurezza ai Winchester, tra l'altro Amara prima di sparire con suo fratello riporta in vita Mary, come segno di riconoscenza nei confronti di Dean.

### Dodicesima stagione
Dean si rende presto conto che la madre ha bisogno di tempo per tornare alla realtà e accetta a malincuore, al contrario di Sam. Castiel e i fratelli Winchester devono collaborare con Crowley e Rowena data l'esigenza di vincolare nuovamente Lucifero nella gabbia, ricevendo l'inaspettato aiuto degli uomini di lettere britannici, i quali da tempo volevano stringere un'alleanza con i cacciatori per aiutarli a progredire nella lotta contro i mostri. Loro danno a Dean e Sam un congegno per permette a Rowena di sigillare Lucifero nella gabbia, anche se l'angelo prima di essere vincolato, riesce ad avere un figlio con Kelly Kline. Dean non accetta di buon grado che sua madre abbia deciso di unirsi agli uomini di lettere britannici, Dean infatti non si fida di loro, ma poi quando anche Sam si unisce alla loro causa, prova a concedere loro una possibilità. I timori di Dean però si rivelano fondati, in breve gli uomini di lettere britannici ritenendo i cacciatori americani pericolosi e ingestibili, cercano di ucciderli tutti, ma Dean e Sam li combattono con l'aiuto degli altri cacciatori, sconfiggendoli, mentre Dean affronta il loro uomo migliore, Arthur Ketch, che però viene ucciso da Mary. Finalmente Dean e sua madre si riconciliano. A causa di un errore di Crowley, Lucifero si libera della sua prigionia e desidera mettere la mani su suo figlio, quindi Dean, Sam, Castiel e Mary proteggono Kelly la quale muore dando alla luce suo figlio: Jack.

### Tredicesima stagione
Come rivela a Sam, Dean decide di portare con loro il nephilim Jack in modo da tenerlo sotto controllo e ucciderlo senza esitazione qualora dovesse mostrare la malvagità di Lucifero; successivamente accetta il ragazzo nella famiglia dopo aver toccato con mano la sua buona fede (testimoniata anche dall'aver resuscitato Castiel). Nel finale di stagione accetta di diventare il tramite dell'arcangelo Michele, proveniente dalla dimensione apocalittica, in modo da uccidere per sempre il diavolo: Dean riesce nel suo intento ma subito dopo l'arcangelo prende il sopravvento.

### Quattordicesima stagione
Dean è ancora ostaggio di Michele, che compie una serie di esperimenti per potenziare le creature sovrannaturali con cui creare il suo esercito, finché l'arcangelo non decide di andarsene: il cacciatore torna quindi dai suoi cari e ricomincia la sua missione. Quando riescono ad identificare la posizione di Michele Dean, Sam, Jack e Castiel, armati della lancia della Kaia della dimensione oscura (l'unica arma che si sia dimostrata in grado di ferire l'arcangelo, come risulta da una cicatrice sul braccio di Dean), lo attaccano: l'arcangelo, tuttavia, riesce a rientrare nel corpo di Dean ma gli altri tre riescono a immobilizzarlo. Billie, la nuova incarnazione della Morte, aiuta il gruppo a isolare l'arcangelo nella mente di Dean e consegna a quest'ultimo un quaderno nel quale è trascritta l'unica soluzione con cui sia possibile fermare Michele, e cioè rinchiudere per sempre entrambi in una cassa di Malak. Successivamente Michele riesce ad evadere e viene ucciso da Jack, che assorbe la sua grazia consumando tuttavia la sua anima: il ragazzo comincia quindi a dare segnali inquietanti uccidendo Nick, l'ex tramite di Lucifero, ma soprattutto Mary, cosa che spinge Dean a prendere la decisione di ucciderlo. Chuck ricompare e fornisce ai Winchester un'arma con cui uccidere il Nephilim, ma alla fine Dean si rende conto di non poterlo fare: Chuck quindi si infuria, rivelando che non era il finale che voleva, e uccide lui stesso il giovane per poi riversare sulla Terra le anime infernali.

### Quindicesima stagione
In seguito alla liberazione delle anime infernali da parte di Chuck, Sam, Dean e Castiel lavorano per fermarli e contenerli con il sacrificio della strega Rowena. Dopo essere diventati normali essere umani con l'aiuto di Garth trovano la Dea Fortuna in Alaska che vedendo in loro degli eroi, restituisce loro la fortuna. Più tardi sconfiggono Chuck con l'aiuto di Jack, il quale assorbe i suoi poteri. Dean muore nel finale, trafitto durante una caccia ai vampiri. Dopo un emozionante addio a suo fratello Sam, si ritrova in paradiso con Bobby e la Chevrolet Impala nera del 1967 con il quale fa un giro in Paradiso prima di ritrovarsi con suo fratello Sam sul ponte, in versione del primo episodio.

### The Winchesters
Ambientato negli anni sessanta Dean Winchester racconta la storia di come i suoi genitori si sono conosciuti, mentre cercavano i loro padri scomparsi. Narrando gli eventi Dean trova gli Arkida una minaccia per il mondo. Dopo essere comparso in una foto, in un flashback lo si vede mentre da una lettera a John dopo essere tornato dalla guerra in Vietnam. Dean salva Mary dal portale di Joan e rivela che il Monster Club si trova in un universo alternativo. Mentre guidava per il Paradiso Dean vide un altro mondo in cui i suoi genitori e la famiglia in una vita normale. Cosi disobbedì agli ordini di Jack, nello sconfiggere gli Arkida per fermarli, i quali erano stati rilasciati da Chuck dopo la sua sconfitta. Inizialmente non interferì nello sconfiggerli. Ma con l aiuto di Bobby e Jack aiuto il Monster Club, in seguito partì senza rivelare il suo nome e consegnare la Colt; nel caso dovessero incontrare Azazel. Il finale della serie e ambientato dopo la morte di Dean, prima del suo ricongiungimento con Sam in Paradiso.

## Profilo
Dean guida la Chevrolet Impala nera del 1967 donatagli dal padre alla quale è molto affezionato, tanto da averla soprannominata "Baby". Nelle prime stagioni indossa un giubbotto di pelle anch'esso appartenuto al padre e un amuleto donatogli da suo fratello il giorno di Natale del 1991: Sam, che voleva in origine regalarlo al padre, rimane deluso quando questi non torna a casa per cena e decide di darlo al fratello, che aveva cercato di confortarlo; successivamente si scopre che l'amuleto si illumina alla presenza di Dio. Indossa sempre anche un anello d'argento alla mano destra e un grosso orologio nero. Crede tantissimo nel valore della famiglia, come testimoniano tutte le occasioni in cui si è sacrificato per salvarne o comunque aiutarne un membro.
Come il fratello ha un piccolo tatuaggio sulla parte sinistra del petto raffigurante un pentacolo circondato da un sole finalizzato ad evitare la possessione demoniaca. È un grande fan della musica rock classica e dell'heavy metal e ha affermato che le sue canzoni preferite sono Ramble On dei Led Zeppelin e Travelling Riverside Blues. È inoltre fan di Jack Nicholson e a volte guarda Oprah.
Dean tende ad alleggerire il duro lavoro da cacciatore usando un umorismo nero o battute a doppio senso e passando da una donna all'altra, sebbene nella sua vita abbia avuto anche relazioni serie. Ha il terrore di volare ed è proprio per questo che viaggia in macchina anche per lunghe distanze. Nonostante sia sempre a contatto con il paranormale, è scettico riguardo alla religione.
Nella quinta stagione si scopre che è il vero tramite dell'arcangelo Michele (l'angelo Zaccaria lo definisce "la sua spada"), che diventerà alla fine della tredicesima stagione.